# Soit-Sambu
Soit-Sambu è una circoscrizione rurale (rural ward) della Tanzania situata nel distretto di Ngorongoro, regione di Arusha. Conta una popolazione di 10 956 abitanti (censimento 2012).